# باتي لابيل
باتي لابيل (اسمها الأصلي: باتريشيا لويس هولت. وُلدت في 24 مارس من عام 1944) مغنية ومؤلفة أغان وممثلة وسيدة أعمال أمريكية. بدأت باتي مشوارها الفني في أوائل ستينيات القرن العشرين، إذ كانت المغنية الرئيسة التي في صدارة الفرقة الصوتية المدعوة باتي لابيل آند ذا بلوبيل (Patti LaBelle and the Bluebelles). بعد أن تغير اسم الفرقة إلى لابيل (Labelle) في أوائل سبعينيات القرن العشرين، أصدرن أغنية الديسكو الشهيرة باسم «ليدي مارمليد» (Lady Marmalade)، وصارت الفرقة لاحقًا أول فرقة صوتية متألفة من أمريكيات أفارقة تظهر على غلاف مجلة رولنغ ستون. تُعرف لابيل في المعتاد بأنها «الأم الروحية لموسيقا السول» (Godmother of Soul).
بعد أن انقسمت الفرقة في عام 1976، بدأت باتي مشوارًا فرديًّا ناجحًا، استهلّته بألبومها الذي احتفى به النقاد، الذي تضمن أغنيتها التي ميّزت مشوارها كله «يو آر ماي فريند» (You Are My Friend). صارت باتي نجمة انفرادية رائجة في عام 1984، بعد أن نجحت أغنياتها الفردية: إف أونلي يو نيو (If Only You Knew)، ونيو أتيتيود (New Attitude)، وستير ات أب (Stir It Up)، ولا سيما آخر اثنتين، إذ اشتهرتا بين جمهور البوب، وصارتا أغنيتين إذاعيتين.
بعد أقل من عامين، سجلت باتي لابيل في عام 1986 ألبوم المركز الأول وينر إن يو (Winner in You)، وأغنية المركز الأول لأغاني الدويتو الفردية «أون ماي أون» (On My Own) بالاشتراك مع مايكل ماكدونالد. في الآخر فازت باتي لابيل في عام 1992 بجائزة الغرامي لأفضل أداء صوتي نسائي لموسيقا الآر آند بي، عن ألبومها بيرنن (Burnin') الصادر في عام 1991، ثم فازت بجائزة غرامي ثانية لألبومها ليف! وان نايت أونلي (Live! One Night Only). بألبوماتها التي أصدرتها في تسعينيات القرن العشرين، برنن وجمز (1994) وفليم (1997) واصلت شهرتها بين جمهور الآر آند بي الشباب طول العقد. أصدرت ألبومين انفراديين في مطلع الألفية الجديدة، وبعد ذلك التم شملها هي وأعضاء فرقتها لابيل في ألبوم باك تو ناو (Back to Now)، قمن بعدها بجولة دعائية وجيزة نالت استحسان الجمهور. ازداد نجاح باتي بدخولها في مجال التمثيل، بدورها في فيلم آ سولدجرز ستوري (A Soldier's Story)، وفي مسلسلات منها آ دفرنت وورلد (A Different World) وأمريكان هورور ستوري: فريك شو (American Horror Story: Freak Show).  في عام 1992 مثل لابيل في مسلسلها التليفزيوني الكوميدي الخاص آوت أول نايت (Out All Night). بعد عقد أقامت برنامجها التليفزيوني الواقعي ليفنغ إت أب ويذ باتي لابيل (Living It Up with Pat) على قناة تي في وان. في عام 2015 شاركت باتي في مسابقة الرقص المدعوة دانسنغ ويذ ذا ستارز.
امتد مشوارها الفني خمسين سنة، وباعت أكثر من خمسين مليون تسجيل في جميع أنحاء العالم. تسجلت باتي في قاعة مشاهير غرامي وممشى مشاهير هوليوود وقاعة مشاهير مسرح أبولو. أدرجتها مجلة رولنغ ستون في قائمة أعظم 100 مغنّ. صوت باتي من نوع السوبرانو الدرامي، واشتهرت بقوة صوتها وبُعد مداه وتعبيرها العاطفي.

## حياتها المبكرة ومشوارها الفني

### باتي لابيل آند ذا بلوبيل
وُلدت لابيل باسم باتريشيا لويس هولت في يوم 24 مايو من عام 1944، في قسم إيستويك بالجنوب الغربي من فيلادلفيا في بنسلفانيا. كانت ثاني أصغر أولاد هنري وبيرثا هولت الثلاثة، وثاني أصغر خمسة أطفال عمومًا. كان أشقاؤها: توماس هوغان جونيور (وُلد في عام 1930) وفيفيان هوغان (1932-1975) وباربرا (1942-1982) وجاكلين (جاكي. 1945-1989). كان أبوها عاملًا في السكك الحديدية واستعراضيًّا، وكانت أمها ربة منزل. على الرغم من أن لابيل استمتعت بطفولتها، فإنها كتبت في مذكراتها (دونت بلوك ذا بليسنغنز Don't Block the Blessings) في ما بعد أن زواج والديها كان مؤذيًا. بعد طلاق والدي باتي بوقت قصير، حين كانت قد بلغت الثانية عشرة من عمرها، تحرش بها جنسيًّا صديق للعائلة. انضمت إلى جوقة الكنيسة المحلية، كنيسة بيولا المعمدانية، وهي في العاشرة من عمرها، وأدت أول أداء منفرد لها بعد ذلك بعامين. في نشأتها استمعت إلى أنواع موسيقا غير دينية، مثل الآر آند بي والجاز.
عندما كانت باتي في السادسة عشرة من عرمها فازت في مسابقة مواهب بمدرستها الثانوية، مدرسة جون بارترام الثانوية. انتقلت من نجاحها هذا إلى أول فرقة غنائية لها في عام 1960، فرقة أورديتس، مع زملائها: جان براون وإيفون هوغان وجوني دوسون. كانت باتي المغنية الرئيسة في الفرقة التي صارت محل انجذاب محلي، إلى أن خرج عضوان من الفرقة للزواج، في حين طرد أبوها المتدين عضوًا آخر. في عام 1962 انضم إلى الفرقة ثلاثة أعضاء جدد، هم كيندي بيردسونغ وسارة داش ونونا هندركس، وكانت الأخيرتان قد شاركتا في فرق غنائية أخرى كانت حينئذ قد انحلت. في ذلك العام خاضت الفرقة اختبارًا لشركة تسجيل محلية يملكها هارولد روبنسون. وافق روبنسون على العمل مع الفرقة بعد أن سمع لابيل تغني أغنية «آي سولد ماي هارت تو ذا جانكمان» (I Sold My Heart to the Junkman).

## أعمال

### أفلام
- (1984) قصة جندي
- (2008) سيمي برو

### مسلسلات
- المربية
- شارع السمسم

## وصلات خارجية
- باتي لابيل على موقع IMDb (الإنجليزية)
- باتي لابيل على موقع ألو سيني (الفرنسية)
- باتي لابيل على موقع ميوزك برينز (الإنجليزية)
- باتي لابيل على موقع رولينغ ستون (الإنجليزية)
- باتي لابيل على موقع أول موفي (الإنجليزية)
- باتي لابيل على موقع قاعدة بيانات برودواي على الإنترنت (الإنجليزية)
- باتي لابيل على موقع قاعدة بيانات الأفلام السويدية (السويدية)
- باتي لابيل على موقع إن إن دي بي (الإنجليزية)
- باتي لابيل على موقع أول ميوزيك (الإنجليزية)
- باتي لابيل على موقع ديسكوغز (الإنجليزية)